# Jordan EJ13
O  EJ13 é o modelo da Jordan da temporada de 2003 de Fórmula 1. Condutores: Giancarlo Fisichella, Ralph Firman
e Zsolt Baumgartner. Com esse modelo, Fisichella venceu o GP do Brasil, a sua primeira vitória e a última da equipe irlandesa na categoria.

## Resultados[2]
(legenda) 
| Ano  | Chassis | Motor        | Pneus | N° | Pilotos              | 1   | 2   | 3   | 4   | 5   | 6   | 7   | 8   | 9   | 10  | 11  | 12  | 13  | 14  | 15  | 16  | Pontos | Posição |  |
| ---- | ------- | ------------ | ----- | -- | -------------------- | --- | --- | --- | --- | --- | --- | --- | --- | --- | --- | --- | --- | --- | --- | --- | --- | ------ | ------- |  |
|      |         |              |       |    |                      |     |     |     |     |     |     |     |     |     |     |     |     |     |     |     |     |        |         |  |
|      |         |              |       |    |                      | AUS | MAL | BRA | SMR | ESP | AUT | MON | CAN | EUR | FRA | GBR | GER | HUN | ITA | USA | JAP |        |         |  |
| 2003 | EJ13    | Ford RS1 V10 | B     | 11 | Giancarlo Fisichella | 12† | Ret | 1   | 15† | Ret | Ret | 10  | Ret | 12  | Ret | Ret | 13† | Ret | 10  | 7   | Ret | 13     | 9º      |  |
| 2003 | EJ13    | Ford RS1 V10 | B     | 12 | Ralph Firman         | Ret | 10  | Ret | Ret | 8   | 11  | 12  | Ret | 11  | 15  | 13  | Ret |     |     | Ret | 14  | 13     | 9º      |  |
| 2003 | EJ13    | Ford RS1 V10 | B     | 12 | Zsolt Baumgartner    |     |     |     |     |     |     |     |     |     |     |     |     | Ret | 11  |     |     | 13     | 9º      |  |